# Lema de Rasiowa-Sikorski
En la teoría axiomática de conjuntos, el 'lema de Rasiowa-Sikorski (nombres de Roman Sikorski y Helena Rasiowa) es uno de los hechos más importantes usados en la técnica del forzado. En el área del forzado, un subconjunto D de una notación de forzado (P, ≤) es llamado denso en P si para cualquier p ∈ P hay un d ∈ D con d ≤ p. Un filtro F en P es llamado D-genérico si
F ∩ E ≠ ∅ para todo E ∈ D.
Ahora podemos dar el lema de Rasiowa–Sikorski:
Dados (P, ≤) un poset y p ∈ P. Si D es una familia numerable de subconjuntos densos de P entonces existe un D- filtro genérico F en P tal que p ∈ F.

## Prueba del lema de Rasiowa–Sikorski
Dado que D es numerable, podemos enumerar los subconjuntos densos de P como D1, D2, …. Por suposición, existe p ∈ P. Entonces, por la densidad, existe p1 ≤ p con p1 ∈ D1. Repitiendo, tenemos … ≤ p2 ≤ p1 ≤ p con pi ∈ Di. Entonces G = { q  ∈ P: ∃ i, q ≥ pi} es un filtro D-genérico.
El lema Rasiowa-Sikorski, se puede ver como una forma más débil del axioma de Martin . Más específicamente, es equivalente a MA({\displaystyle \aleph _{0}}).

## Ejemplos
- Para (P, ≥) = (Func(X, Y), ⊂), el poset de las funciones parciales de X a Y, define Dx = {s ∈ P: x ∈ dom(s)}. Si X es enumerable, el lema de Rasiowa–Sikorski da un filtro {Dx: x ∈ X}-genérico F y por lo tanto una función ∪ F: X → Y.

Si nos atenemos a la notación utilizada en el tratamiento de D - filtros genéricos , {H ∪ G0: P ij P t} forma una H - filtro genérico .
- Si nos atenemos a la notación utilizada en el tratamiento de filtros D-genéricos, {H ∪ G0: PijPt} forman un filtro H-genérico.
- Si D es no numerable, pero la cardinalidad es estrictamente menor que {\displaystyle 2^{\aleph _{0}}} y el poset cumple la condición de cadena numerable, podemos usar en cambio el axioma de Martin.